# Kelottimeer
Kelottimeer, Zweeds - Fins: Kelottijärvi, Samisch: Gelotjávri, is een meer op de grens van Finland en Zweden, maar het grootste deel van het meer ligt in Zweden. Het Kelottimeer ontvangt het meeste water van de Könkämä, die vanuit het noorden het meer instroomt; dezelfde rivier verzorgt ook de afwatering zuidwaarts. Vanuit het westen wordt het nog gevoed door de Kouttarivier, de Jeytisrivier en de Kutsurrivier. Vanuit Finland in het oosten komt maar een klein bergbeekje. Op de oostoever van het meer, ligt het gehucht Kelottijärvi aan de Europese weg 8, die parallel aan het meer loopt. De Zweedse oevers zijn moerassig en onbewoond.
In een verdrag is bepaald dat de grens ligt op de diepste lijn van de Könkämärivier; daardoor is ook meteen vastgelegd, dat het meer grotendeels tot Zweden behoort. De rivier stroomt namelijk door langs de Finse oevers.
Afwatering: meer Kelottimeer → Könkämä → Muonio → Torne → Botnische Golf